# Bataille de Magumeri
Insurrection de Boko Haram
Batailles
La bataille de Magumeri a lieu le 25 juillet 2017 pendant l'insurrection de Boko Haram.

## Déroulement
Le 25 juillet 2017, une embuscade est tendue contre des gardes et une équipe de la Nigerian National Petroleum Corporation (NNPC), accompagnés de géologues de l'Université de Maiduguri, de retour d'une mission d'exploration pétrolière dans le lac Tchad,. Le convoi, constitué de dix véhicules, tombe dans une embuscade au niveau du village de Jili, près de la ville de Magumeri. Le lendemain, l'armée nigériane annonce une opération de sauvetage ; elle affirme avoir retrouvé et sauvé des géologues, mais elle commence surtout à découvrir les corps des victimes de l'embuscade,,.

## Les pertes
Le lendemain du combat, l'armée nigériane reconnaît la mort de neuf militaires et d'un civil. Mais le 28 juillet, des sources médicales et humanitaires affirment que l'embuscade a fait au moins une cinquantaine de morts, principalement parmi les soldats et les miliciens. Puis le 29 juillet, un travailleur humanitaire ayant pris part à la recherche des corps déclare à l'AFP que l'attaque a fait au moins 69 morts : 19 soldats, 33 miliciens de la CJTF et 17 civils,. Un corps est même retrouvé dans district de Geidam, dans l'État de Yobe ; la victime, blessée par balle ayant marché pendant plusieurs kilomètres avant de succomber. 

## Suites
Quelques jours après l'attaque, les djihadistes diffusent une vidéo sur laquelle apparaissent trois hommes de l'Université de Maiduguri appelant le gouvernement à accéder aux exigences des ravisseurs pour obtenir leur libération. Les otages annoncent qu'ils sont aux mains de la faction commandée par Abou Mosab al-Barnaoui. Le porte-parole de l'Université de Maiduguri déclare également qu'une autre personne est portée disparue et que deux universitaires et un chauffeur ont été tués dans l'embuscade,.